# Handbediengerät
Als Handbediengerät werden im Rahmen der Kraftfahrzeuganpassung für körperbehinderte Menschen kombinierte Bedienteile bezeichnet, die vor allem die fußbetätigte Bedienung von Gaspedal und Bremspedal durch die Bedienung von Hand ersetzen sollen. Dies erfolgt, wenn auf Grund einer Körperbehinderung die standardmäßige Pedalerie des Kraftfahrzeugs nicht oder nur eingeschränkt betätigt werden kann.
Handbediengeräte werden in vielen technischen Varianten für nahezu alle Fahrzeuge angeboten.
In den allermeisten Fällen werden Handbediengeräte in Fahrzeuge mit einem automatischen Getriebe eingebaut.
Je nach Fähigkeit des Fahrers kann ein Handbediengerät rechts oder links des Fahrers eingebaut sein.
Auch die Bedienung ist von Anbieter zu Anbieter unterschiedlich.
Vielfach handelt es sich bei einem solchen Gerät um einen Hebel mit anatomisch geformten Knopf, der über ein Gestänge oder andere Übertragungsmechanismen durch eine Vorwärtsbewegung des Hebels (drücken des Hebels in Fahrtrichtung) die Bremse Fahrzeugbremse aktiviert und das Fahrzeug abbremst und durch eine Bewegung nach unten das Gaspedal aktiviert und das Fahrzeug beschleunigt.

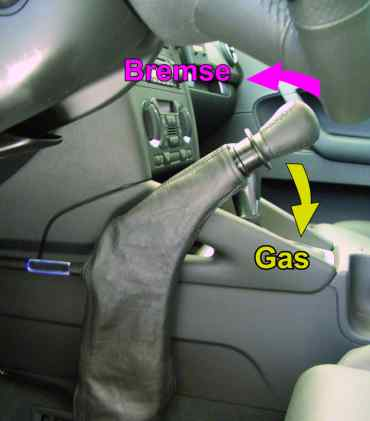
Handbediengerät HD RS - Wiki

Siehe hierzu auch Handgas und Handbremse als Einzelfunktions-Bedienteile und Bedienungssatellit.
Zusätzlich sollten an einem Handbediengerät dieser Art auch ein Lenkradknopf und eine weitere schalt- und steuerbare Funktionen in Form von Schaltern, Tasten  und Regelinstrumenten untergebracht sein um die Sekundärfunktionen des Fahrzeugs (blinken, Hupen, Licht, Scheibenwischer) bedienen zu können.
Als Handbediengerät werden auch eigenständige bewegliche Gerätekombinationen bezeichnet, die zur Steuerung von stationären Maschinen oder Apparaten dienen, beispielsweise von Krananlagen oder zur Verstellung von Pflegebetten durch den Patienten selbst.